# Ewalda
Ewalda – imię żeńskie pochodzenia germańskiego, żeński odpowiednik imienia Ewald. Wywodzi się ze złożenia słów eo – „prawo” i wald – „rządzić”, „panować”. Jego znaczenie można interpretować jako „panująca sprawiedliwie, w zgodzie z prawem”. Patronami tego imienia są bracia śwśw. Ewald Biały i Ewald Czarny (VII wiek), wspominani 3 października.
Ewalda imieniny obchodzi 3 października.